# Togian-eilanden
De Togian- of Togean-eilanden (Indonesisch: Pulau Togian) zijn een archipel in de Golf van Tomini, Indonesië. De eilandengroep bestaat uit 56 verschillende eilanden die alle gelegen zijn aan de kust van Midden-Sulawesi. Het merendeel van de 36 dorpen in het gebied bevinden zich op de grootste eilanden Batudaka, Togian en Talatakoh. In de Nederlandse koloniale tijd werden deze eilanden de Schildpad-eilanden genoemd.
De eilanden zijn gevormd door vulkanische activiteit. De archipel bestaat voor een groot deel uit regenwoud en wordt omgeven door een groot koraalrif. Voornaamste dieren in dit rif zijn de karetschildpad, de soepschildpad en de doejong.
De Indonesische overheid verklaarde in 2004 een deel van de eilanden tot nationaal park. Dit gebied omvat bijna driehonderdduizend hectare aan zee, zeventigduizend hectare land en bijna elfduizend hectare aan regenwoud. Eveneens een deel van het grootste koraalrif van Indonesië maakt deel uit van dit park.